# 國武美由紀
國武美由紀（日语： Kunitake Miyuki），日本女歌手。本名（日文讀音相同）。主要活躍於遊戲領域。

## 經歷
- （前往東京，YAMAHA Singer Pro Course時代）
- 約1996年，男女組合「Natural Crayon」成立。該歌曲在1998年日立廣告歌曲（日语：コマーシャルソング）比賽中贏得大獎，並從1999年1月起播出了3個月。
- 約1997年起，一直擔任聲音團隊「DOORS（日语：DOORS MUSIC ENTERTAINMENT）」的主唱，該團隊為許多F&C遊戲製作了音樂。
- （與吉祥寺Batchlies和The Batchlies有關）負責The Batchlies的高音部分。2004年1月解散。
- 2000年12月22日Natural Zero+發行後，離開DOORS，此後作為BEMANI系列的主唱出現。
- 2003年，開始與岩室晶子組成「project SODA」合作，其個人現場表演也以此組合為中心。
- 2004年12月，為VISUAL ARTS旗下品牌AMEDEO發行的《寵物偵探Y's》時隔4年首次演唱PC遊戲主題曲。
- 2006年2月，作為Natural Crayon的首張專輯《Natural Crayon》發行。
- 自2015年起，主要在岩室晶子的活動據點橫濱活動。

## 作品列表
- （Virtuacall 3（日语：バーチャコール））
- （歡迎來到Pia Carrot!! 2 Sega Saturn版）
- （With You ～真愛相隨～（日语：With You 〜みつめていたい〜））
- （Project VC）
- loop the doop（Virtuacall S（日语：バーチャコール））
- （同窗會 Memorial Package（日语：同窓会 (ゲーム)#同窓会 -Yesterday Once More-））
- （FRIENDS ～閃耀的青春～（日语：同窓会 (ゲーム)#同窓会 -Yesterday Once More-））
- （PALETTE）
- LOVE EXPLOSION（Lipstick Adventure EX（日语：リップスティックアドベンチャー））
- （劍芒羅曼史II（日语：ロマンスは剣の輝きII））
- （劍芒羅曼史II）
- （Natural2 -DUO-）
- （Natural2 -DUO-）
- Autumn Destiny（Canvas ～茶色的主題～）
- （Canvas ～茶色的主題～）
- Natural Generation（Natural Zero+（日语：Natural Zero+ -はじまりと終わりの場所で-））
- （Natural Zero+）
- Kiss me all night long（Dance Maniax（日语：ダンスマニアックス） 2nd Mix）（beatmaniaIIDX 5th style）（Dance Dance Revolution EXTREME）—NAOKI J-STYLE feat. MIU名義
- （Dance Dance Revolution EXTREME）（beatmania IIDX 8th style）—NAOKI feat.YUKI名義
- MISS YOU（GUITARFREAKS 6th MIX 6th MIX／drummania 5th MIX）
- Destiny Lovers（GUITARFREAKS 7th MIX/drummania 6th MIX）（Dance Dance Revolution EXTREME）（pop'n music（經由ee'MALL 2nd avenue（日语：ee'MALL） 2nd avenue））
- （GUITARFREAKS 8th MIX PowerUp Ver.／drummania 7th MIX PowerUp Ver.）
- （GUITARFREAKS 9th MIX／drummania 8th MIX）
- （GUITARFREAKS 10th MIX／drummania 9th MIX）
- My friend（GUITARFREAKS 11th MIX／drummania 10th MIX）
- sweet little spy（寵物探偵Y's）
- Balance（GuitarFreaksV／DrumManiaV）
- Be Proud（GuitarFreaksV2／DrumManiaV2）
- （GuitarFreaksV3／DrumManiaV3）
- Every Brand-new Day （電視動畫《下級生》片頭主題曲[注 2]）
- （電視動畫《白箱》戲中戲的主題歌）

## 相關項目
- drummania
- GUITARFREAKS
- 泉陸奧彥（日语：泉陸奥彦）
- 電視動畫「白箱」

## 外部連結
- ◎Kuni's Homepage◎，存于 （日語）—國武美由紀的官方個人網站。
- （页面存档备份，存于） （日語）—男女組合「Natural Crayon」公式官網。
- YouTube上的國武美由紀頻道 （日語）